# Batis d'ulleres collnegra
El batis d'ulleres collnegra (Platysteira chalybea) és un ocell de la família dels platistèirids (Platysteiridae).

## Hàbitat i distribució
Habita el sotabosc de la selva pluvial, a les terres baixes, al sud del Camerun, l'illa de Bioko, Guinea Equatorial continental i Gabon.